# Первомайка (приток Тавды)
Первомайка — река в Нижнетавдинском районе Тюменской области России.
Исток расположен южнее районного центра Нижняя Тавда в месте слияния нескольких мелиоративных каналов. От истока река течёт преимущественно в направлении на север через заболоченный лесной массив. Через 4 километра река заходит в черту села Нижняя Тавда. Здесь русло проходит по довольно глубокому оврагу и сильно извивается. Далее в 3 километрах от устья река принимает единственный приток (левый) — небольшую речку Саранка. Впадает в реку Тавда в 127 километрах от устья по правому берегу.

## Мосты
В Нижней Тавде через реку построено три автомобильных моста:
- мост на Объездной дороге
- мост на улице Сакко
- мост на улице Советской

## Загрязнение
В связи с тем что река протекает через населённый пункт она испытывает негативное антропогенное воздействие: по берегам присутствует бытовой мусор, в русле можно обнаружить куски металлолома, а также к реке иногда приезжают разгружаться ассенизаторские машины.